# Loki (televisieserie)
Loki is een Amerikaanse superheldenserie die is gemaakt door Michael Waldron voor de streamingdienst Disney+, gebaseerd op het Marvel Comics-personage met dezelfde naam. De serie speelt zich af in de Marvel Cinematic Universe (MCU) en binnen de tijdlijn volgt deze serie op de gebeurtenissen uit Avengers: Endgame (2019), waarin een alternatieve versie van Loki een nieuwe tijdlijn creëerde. Loki is geproduceerd door Marvel Studios, waarbij Waldron fungeerde als hoofdschrijver en Kate Herron het eerste seizoen regisseerde. Het tweede seizoen werd geregisseerd door Justin Benson, Aaron Moorhead, Kasra Farahani en Dan DeLeeuw, en geschreven door Eric Martin met wederom Waldron.
Tom Hiddleston nam de rol van Loki uit de filmserie opnieuw op zich. Naast hem verschijnen ook Sophia Di Martino, Gugu Mbatha-Raw, Wunmi Mosaku, Eugene Cordero, Sasha Lane, Jack Veal, DeObia Oparei, Tara Strong, Jonathan Majors, Richard E. Grant, Owen Wilson, Neil Ellice, Rafael Casal, Kate Dickie, Liz Carr en Ke Huy Quan in de serie. Rond september 2018 was Marvel Studios begonnen met het ontwikkelen van een aantal "limited series" voor Disney+, die zich zouden focussen op ondersteunende personages uit de MCU-films. Een serie waarin Hiddleston als Loki zou verschijnen werd bevestigd in november 2018. Waldron werd ingehuurd in februari 2019 en Herron volgde in augustus dat jaar. Het filmen begon in januari 2020 in Atlanta, Georgia, maar werd in maart 2020 stopgezet wegens de coronapandemie. Productie werd hervat in september en werd afgerond in december dat jaar.
Loki ging in première op 9 juni 2021 en bestaat uit zes afleveringen. Het eerste seizoen maakt deel uit van fase 4 van de MCU. Een tweede seizoen werd bevestigd in de post-credit scene van de laatste aflevering. In juli 2022 werd bekend dat het tweede seizoen in première zal gaan in de zomer van 2023 en deel uitmaakt van fase 5 van de MCU. Seizoen twee is uitgekomen op 6 oktober 2023 en bestaat eveneens uit zes afleveringen.

## Verhaal
Na het stelen van de Tesseract tijdens de gebeurtenissen van The Avengers en Avengers: Endgame, wordt een alternatieve versie van Loki naar de mysterieuze Time Variance Authority (TVA) gebracht, een bureaucratische organisatie die buiten tijd en ruimte bestaat en de tijdlijn bewaakt. Ze geven Loki een keuze: geconfronteerd worden met het verdwijnen van zijn bestaan omdat het een "tijdvariant" is, of helpen de tijdlijn te herstellen en een grotere dreiging te stoppen. Loki komt terecht in zijn eigen misdaadthriller, reist door de tijd en verandert de menselijke geschiedenis.

## Rolverdeling
| Acteur / Actrice  | Personage                                           | Notitie | Seizoen     | Seizoen     |
| Acteur / Actrice  | Personage                                           | Notitie | 1           | 2           |
| ----------------- | --------------------------------------------------- | --- | ----------- | ----------- |
| Tom Hiddleston    | Loki Laufeyson                                      | Thors geadopteerde broer en de god van het onheil, gebaseerd op de uit de Noorse mythologie afkomstige goddelijkheid met dezelfde naam. Deze Loki is een alternatieve versie, "time variant", van Loki die ontstond in een nieuwe tijdlijn tijdens de gebeurtenissen van Avengers: Endgame (2019) in 2012. Hierdoor heeft deze versie van Loki niet de gebeurtenissen van Thor: The Dark World (2013) of Thor: Ragnarok (2017) meegemaakt, welke het voorheen schurkachtige personage voor zijn dood in Avengers: Infinity War (2018) deed veranderen. Hiddleston uitte zijn interesse om de rol opnieuw op zich te nemen om zo Loki’s krachten verder te ontrafelen, in het bijzonder zijn gave tot gedaanteverwisseling. Deze gave speelt in op de 'verkenning van identiteit' die zich voordoet in de serie. Loki's gender wordt in de serie door de Time Variance Authority aangeduid als "fluid", een referentie aan de genderfluïditeit in de Marvel Comics. Hoofdschrijver Michael Waldron zei dat hij er bewust van was hoeveel mensen zich identificeren met Loki's genderfluïditeit en die “verlangde naar die vertegenwoordiging”. Tom Hiddelston speelt ook een president variant van Loki. | Hoofdrol    | Hoofdrol    |
| Sophia Di Martino | Sylvie Laufeydottir                                 | Een vrouwelijke versie van Loki die de heilige tijdlijn (Engels: Sacred Timeline) aanvalt. Ze wordt door de TVA “The Variant” genoemd. Di Martino vertelde dat Hiddleston naar haar "omkeek" en haar advies gaf voor het spelen van het personage. Sylvie is een combinatie van de Marvel Comics personages Lady Loki en the Enchantress. Aan het begin van seizoen 2 werkt Sylvie in een McDonald's uit de jaren 80. | Hoofdrol    | Hoofdrol    |
| Owen Wilson       | Mobius M. Mobius / Don                              | Een agent van de TVA die is gespecialiseerd in onderzoeken naar bijzonder gevaarlijke tijdcriminelen.:7Herron vergeleek Mobius met een hard-boiled detective, Wilson vergeleek hem met het personage Jack Cates in 48 Hrs. (1982).:7 president van Marvel Studios, Kevin Feige, merkte op dat het personage vergelijkingen vertoont met Wilson in de zin dat hij niet onder de indruk is van de MCU. Hiddleston hielp Wilson met het voorbereiden van zijn rol door het laten zien en uitleggen van momenten uit de MCU films, waarvan Wilson vond dat deze nuttig waren voor wanneer Mobius Loki zou interviewen in de serie. Wilson en Herron namen Good Will Hunting (1997) onder de loep als inspiratie voor hoe Mobius als een mentor en therapeut voor Loki kon fungeren. Mobius M. Mobius is een variant van Don uit een aftakkende tijdlijn, een verkoper bij Piranha Powersports en vader van twee kinderen uit 2022. | Hoofdrol    | Hoofdrol    |
| Wunmi Mosaku      | Hunter B-15 / Dr. Verity Willis                     | Een hoog geplaatste Hunter van de TVA vastberaden om de variant te stoppen die ‘Minutemen troops’ ombracht.:9 Mosaku noemde B-15 een "badass" die een loyaal en toegewijd is aan de TVA. Hiernaast heeft ze een sterke affiniteit met de tijdbewaarders, waarvan ze geloofd dat ze goden zijn.:9 Hunter B-15 is een variant van Dr. Verity Willis uit een aftakkende tijdlijn, een kinderarts in New York uit 2012. | Hoofdrol    | Hoofdrol    |
| Gugu Mbatha-Raw   | Ravonna Renslayer / Rebecca Tourminet               | Een voormalige ‘Hunter’ van de TVA wie in rang steeg en een gerespecteerd rechter werd. Ze neemt de zaak aangaande het onderzoek in de Loki-variant waar.:8 Regisseuse Kate Herron vergeleek Mbatha-Raw en Renslayer beide met kameleons en zei dat Renslayer altijd "trying to dance the line" met Mobius door tegelijkerijd zijn superieur en zijn vriend te zijn. Volgens Herron geeft Mbatha-Raw een warmte aan haar personage Renslayer, terwijl ze ook gebruik maakt van haar pijn.:8 Loki verkent de oorsprong van Renslayer, welke voorafgaat aan de eerste verschijning van het karakter in de Comics. In de eerste aflevering van seizoen 2 is Renslayer's stem te horen. Ravonna Renslayer is een variant van Rebecca Tourminet uit een aftakkende tijdlijn, een adjuct-directeur van de Franklin D. Roosevelt High School in Fremont in Ohio in 2018. | Hoofdrol    | Hoofdrol    |
| Eugene Cordero    | Casey / Hunter K-5E / Frank Morris                  | Een receptionist van de TVA. Casey / Hunter K-5E is een variant van Frank Morris uit een aftakkende tijdlijn, een voormalige gevangene die uit de gevangenis Alcatraz ontsnapte. | Terugkerend | Hoofdrol    |
| Tara Strong       | Miss Minutes (stem)                                 | De geanimeerde antropomorfische klokmascotte van de TVA. Strong sprak de stem in met een "Southern drawl", Herron vond dat ze een representatie van Waldron is aangezien hij uit de Zuidelijke Verenigde Staten komt. Nadien ze bedacht was om enkel als introductie van de TVA te dienen vonden de schrijvers meer mogelijkheden om Miss Minutes in de serie te laten voorkomen. Dit aangezien zij haar een leuk personage vonden. Het ontwerp van Miss Minutes is geïnspireerd op Felix de Kat en andere cartoons uit het begin van de 20ste eeuw. | Terugkerend | Terugkerend |
| Neil Ellice       | Hunter D-90                                         | Een Hunter bij de TVA. | Terugkerend | Terugkerend |
| Jonathan Majors   | Nathaniel Richards / Victor Timely / He Who Remains | Een wetenschapper uit de 31e eeuw die de TVA heeft gemaakt om te voorkomen dat de tijdlijn wordt vernietigd door kwaadaardige varianten van hemzelf. Een van deze varianten is Kang the Conqueror, deze versie van de rol zou ook gespeeld gaan worden door Jonathan Majors in de toekomstige film Ant-Man and the Wasp: Quantumania. Ook sprak Majors de stem in van The Time Keepers in aflevering vier van Loki. De stem van He Who Remains is te horen in de eerste aflevering van seizoen twee. | Terugkerend | Terugkerend |
| Sasha Lane        | Hunter C-20                                         | Een Hunter die wordt gevangengenomen door de Variant. | Terugkerend |             |
| Richard E. Grant  | Klassieke Loki                                      | Een oudere versie van Loki gebaseerd op de strip versie | Terugkerend |             |
| Jack Veal         | Kid Loki                                            | Een jongere versie van Loki die zijn broer Thor vermoordt heeft. Kid Loki is in de strips een lid van de Young Avengers | Terugkerend |             |
| DeObia Oparei     | Boastful Loki                                       | Een Loki Variant. | Terugkerend |             |
| Jaimie Alexander  | Lady Sif                                            | Een Asgardiaanse krijgster en Thor's jeugdvriendin. Gebaseerd op de Sif uit de Noordse mythologie. | Bijrol      |             |
| Cailey Fleming    | Jonge Sylvie                                        | De jongere Sylvie in een flashback. | Gastrol     |             |
| Chris Hemsworth   | Throg (cameo, stem)                                 | Een Kikker versie van Thor. Komt ook in de Comics voor. | Gastrol     |             |
| Josh Fadem        | Martin                                              | Een gevangene van de TVA, die wordt verbannen naar de Void. | Gastrol     |             |
| Ke Huy Quan       | Ouroboros / Ph.D. A.D. Doug                         | De verantwoordelijke voor de technologie binnen de TVA. Ouroboros is een variant van Doctor of Philosophy A.D. Doug uit een aftakkende tijdlijn, een schrijver en theoretisch natuurkundige. |             | Hoofdrol    |
| Rafael Casal      | Brad Wolfe / Hunter X-5                             | Een voormalige hunter bij de TVA, die op de Heilige Tijdlijn een bekende filmster is. In de comics staat zijn personage bekend als "Zaniac". De stem van Brad Wolfe als het videospel personage Zaniac is te horen tijdens de aftiteling van aflevering 5 van seizoen 2. |             | Terugkerend |
| Kate Dickie       | General Dox                                         | Een generaal van de TVA. |             | Terugkerend |
| Liz Carr          | Judge Gamble                                        | Een rechter van de TVA. |             | Terugkerend |
| Richard Dixon     | Robber Baron                                        | Een zakenman die de Temporal Loom prototype koopt van Victor Timely. |             | Bijrol      |
| Natalie Holt      | World's Fair Band                                   | Een bandlid van de World's Fair Band. Wordt gespeeld door de componist van de televisieserie. |             | Gastrol     |
| Aaron Moorhead    | Clarence Anglin                                     | Een voormalig gevangene die uit de gevangenis Alcatraz ontsnapte. Wordt gespeeld door de regisseur en producent van de televisieserie. |             | Gastrol     |
| Justin Benson     | John Anglin                                         | Een voormalig gevangene die uit de gevangenis Alcatraz ontsnapte. Wordt gespeeld door de regisseur en producent van de televisieserie. |             | Gastrol     |
| Jason Pennycooke  | Lyle                                                | Een verkoper bij een record winkel. |             | Gastrol     |
| Isaac Bauman      | Dirt Bike Enthusiast                                | Wordt gespeeld door de cinematografie van de televisieserie. |             | Gastrol     |

## Afleveringen

### Seizoen 1
| Nr. | Titel                 | Regisseur   | Schrijver(s)                                                            | Releasedatum |
| --- | --------------------- | ----------- | ----------------------------------------------------------------------- | ------------ |
| 1   | Glorious Purpose      | Kate Herron | Michael Waldron, Bisha K. Ali, Elissa Karasik en Eric Martin            | 9 juni 2021  |
| 2   | The Variant           | Kate Herron | Michael Waldron, Bisha K. Ali, Elissa Karasik en Eric Martin            | 16 juni 2021 |
| 3   | Lamentis              | Kate Herron | Michael Waldron, Bisha K. Ali, Elissa Karasik en Eric Martin            | 23 juni 2021 |
| 4   | The Nexus Event       | Kate Herron | Michael Waldron, Bisha K. Ali, Elissa Karasik, Eric Martin en Stan Lee  | 30 juni 2021 |
| 5   | Journey Into Mystery  | Kate Herron | Michael Waldron, Bisha K. Ali, Elissa Karasik, Stan Lee en Tom Kauffman | 7 juli 2021  |
| 6   | For All Time. Always. | Kate Herron | Michael Waldron, Bisha K. Ali, Elissa Karasik, Eric Martin en Stan Lee  | 14 juli 2021 |

### Seizoen 2
| Nr. | Titel            | Regisseur                       | Schrijver(s)                                 | Releasedatum     |
| --- | ---------------- | ------------------------------- | -------------------------------------------- | ---------------- |
| 1   | Ouroboros        | Justin Benson en Aaron Moorhead | Eric Martin                                  | 6 oktober 2023   |
| 2   | Breaking Brad    | Dan DeLeeuw                     | Eric Martin                                  | 13 oktober 2023  |
| 3   | 1893             | Kasra Farahani                  | Eric Martin, Kasra Farahani en Jason O'Leary | 19 oktober 2023  |
| 4   | Heart of the TVA | Justin Benson en Aaron Moorhead | Eric Martin en Katharyn Blair                | 27 oktober 2023  |
| 5   | Science/Fiction  | Justin Benson en Aaron Moorhead | Eric Martin                                  | 3 november 2023  |
| 6   | Glorious Purpose | Justin Benson en Aaron Moorhead | Eric Martin                                  | 10 november 2023 |